# Виладеканс, Жоан Пере
Жоан Пере Виладеканс (род. в Барселоне, 1948) — художник и гравер-самоучка. С самого начала своей профессиональной карьеры, с 1967, его произведения демонстрировались на всевозможных выставках, как национальных, так и международных; одновременно участвовал в многочисленных коллективных показах, проходящих на территории различных европейских государств. Так, Виладеканс стал одним из художников, избранных для представления Хенералитета Каталунии на Экспо-92 в Севилье. Виладеканс является обладателем награды «Кавалер Ордена искусств и науки» (1996), получил премию Award of Excellence de la Society New Design (1997), в 2003 в Мадриде ему была вручена вторая премия Министерства Культуры за лучшую иллюстрированную книгу («Все сказки Эдгара Алана По»). В 1991 по заказу Национального Монетного Двора (Мадрид) создал три образца, в соответствии с которыми впоследствии были выпущены марки.

## Биография
Жоан Пере Виладеканс родился в Барселоне в 1948. В юные годы увлекался поэзией, музыкой и изобразительным искусством, благодаря чему впоследствии открыл своё призвание к живописи. В 1967, вдохновленный произведением Сальвадора Эсприу, создал серию своих картин. Именно тогда к поэту пришла известность. В январе 1969 открывается его первая выставка в Сала Гаспар (Барселона); вместе с презентацией Жоана Бросса показ становится большим культурным событием. Все произведения были проданы, выставку посетили А. Сириси, Жоан Миро, Раймон, Хоан Пратс, Тапиес, Суэни, Роланд Пенросе.. С этого дня начинается большое выставочное путешествие на национальном и международном уровнях: Йоханнесбург, Торонто, Мадрид, Севилья, Вашингтон, Нью-Йорк, Таиреи, Стокгольм; в то же время художник выполнял заказы на оформление афиш различных организаций (Amnistía Internacional, Castellers Patrimoni de la humanitat, El misteri d’Elx, Universitat Pompeu Fabra, UB), а также на переплеты и титульные листы книг, газет и дисков. В 1971 вместе
с художниками и прочей интеллигенцией принимает участие в забеге от быков в Монесеррат в знак протеста против Суда в Бургусе и смертной казни. В том же году становится обладателем премии «Первая Международная Премия Молодёжного Искусства» в Гранойерах. Совместно с компанией «Клака» проектирует декорации «Сундук портного». В 1980 одновременно проходят 3 выставки работ Виладеканса (в Галерее сьенто, Галерее Рэне Мэтрас, Сала Гаспар). В 1983 произведения художника демонстрируются в Музее современного искусства в Мадриде, в 2000 — в Культурном центре графа Дюка в Мадриде.

## Стиль
Художественный стиль Виладеканса, изначально заключавшийся в комбинации изобразительного искусства с повседневными вещами, позже сконцентрировался в насыщенной живописи, близкой к концепции материальной, характерной чертой которой является смесь различных техник и материалов. С формальной точки зрения, произведения художника — это постоянный диалог между воображением и абстракцией. На некоторых этапах творчества отдается предпочтение геометрическим фигурам — это использование школьных досок, детских игр и тетрадей; такое стремление к симметрии помогает также притягивать и управлять взглядом зрителя. Говоря о тематиках произведений, следует отметить озабоченность художника вопросами экологии, упадка природы, болезнями, течением времени и недолговечностью человеческой жизни. Все это неразрывно сочетается с постоянной одержимостью наполнять свои образы поэтическим содержанием.
Художественный путь Виладеканса делится на несколько этапов. Сюрреализм и информализм оказали большое влияние на раннее творчество; движимый окружавшей его противоречивостью, в своих первых произведениях художник уделяет внимание теме болезней, боли и смерти. В картинах того же периода зритель открывает безмерное восхищение Виладеканса повседневными вещами, вплоть до помещения их непосредственно на полотна. Именно тогда появляется первая характерная стилистическая форма, в которой работает художник.
В 70-е основой творчества становится процесс упрощения. На этом этапе в центр произведений помещаются объективные конструктивные схемы, зачастую симметричные, в которые интегрировались значащие элементы: буквы, слова, числа.
Для того, чтобы иметь возможность объяснить со всей точностью и последовательностью определенные аспекты, связанные с различными тематиками своих произведений, на протяжении всей карьеры художник вынужден менять свою манеру выражения. Для этого были опробованы новые и необычные техники работы, что придало творениям Виладеканса своё великолепие, безоговорочное качество и своеобразие. Посредством цвета художнику удается сделать акцент на специфических особенностях своих композиций. По этой причине в 80-х в произведениях ярко выражена интенсивная хроматичность — одна из вариаций его стиля, которой также присуще выделение контуров форм и изображений.
Постепенно знаковая манера выражения художника потеряла свою жесткую симметрию: Виладеканс с головой опустился в вызывающую во всем мире беспокойство проблематику природы. Этот этап характеризуется более гибкими, легкими и динамичными формами изображения.
Начиная с 1990 стиль художника меняется. На своем последнем этапе Виладеканс видоизменяет форму реализации произведений: теперь он их делает на бумаге и с помощью различных материалов, таких как тушь, окись, смолы, кровь рыб, морская вода, йод, чернила кальмара, одновременно становится более строгим по отношению к цвету. Так, его последние произведения выполнены на монохромной основе с добавлением иконографий из органического материала. Вполне вероятно, что эта трансформация напрямую связана с изменением тематики работ, которая теперь заключается в объяснении вопросов существования человечества.
Тем не менее, в настоящий момент основным предметом его профессиональных изысканий являются обработка вещества, состоящего из толщи органического войлока поверх целлюлозы, пропитанной красящим веществом, и глубокое увлечение орографическим полотнами.

## Выставки
1969 — первая индивидуальная выставка Жоана Пере Виладеканса в Сала Гаспар (Барселона). Экспозиция впоследствии демонстрировалась заново в 1971, 1973, 1975, 1980, 1988 и 1992.
1971, 1974, 1976, 1980 y 1990 — выставки в Galeria Dreiseitel (Германия), Galería Quadrado Azul Oporto, Casa de Goya Bordeaux (Франция), Duszka Patÿn Karolczak , Galerie d’Art Bruselas (Бельгия), Galería Ponce (Мексика).
1992 — Экспо в Севилье (Испания).
1998 — Музей Зоологии Барселоны.
1999 — Sala d’Exposicions de la Fundació Caixa de Manresa.
1999 — Centre d’Art Santa Mònica (Барселона).
2001 — NDER DM 2000. Galerie Dreiseitel (Германия).
2003 — Arbeiten auf Papier. Galerie Dreiseitel (Германия), Sala de Exposiciones del Govern D’Andorra (Андорра), Arbeiten auf Papier. Galerie Dreiseitel (Германия).
2004 — Виладеканс иллюстрирует Эдгара Алано По, Культурный центр общества читателей (Мадрид).
2005 — Institut d’estudis ilerdencs (Испания, Леида).
2006 — Galería Horizon (Испания, Жирона).
2007 — Gran Format Fontana d’Or (Испания, Жирона), Galería Joan Gaspar (Барселона).
2008 — Palau Moja (Барселона).
2009 — учреждение общества читателей (Барселона).
2011 — Museu Can Framis, Fundació Vila Casas (Барселона).

## Художественная деятельность
Помимо непосредственного создания собственных произведений, Виладеканс вел художественную деятельность по заказам различных организаций, учреждений и фирм, которые обращались с просьбами создания афиш, обложек публикующихся изданий, иллюстраций для книг, литографий..
Помимо этого художник зачастую получал приглашения на участие в дебатах и выступлениях на различные темы, такие, например, как область изобразительного искусства как литературного выражения при посредстве периодических изданий. Виладеканс также серьёзно увлекался литературой; некоторые его сочинения получили значительные положительные отклики. Поэтому одна из последний коллекций художника стала объединением его двух страстей — искусства и литературы.